# Хошиарпур (округ)
Хошиарпу́р (в.-пандж. ਹੁਸ਼ਿਆਰਪੁਰ ਜ਼ਿਲ੍ਹਾ; хинди होशियारपुर ज़िला; англ. Hoshiarpur) — округ в индийском штате Пенджаб. Административный центр — город Хошиарпур. Площадь округа — 3364 км². По данным всеиндийской переписи 2001 года население округа составляло 1 480 736 человек. Уровень грамотности взрослого населения составлял 81 %, что значительно выше среднеиндийского уровня (59,5 %). Доля городского населения составляла 19,7 %. На территории округа ранее располагалось описанное в «Махабхарате» царство Вирата, в котором Пандавы инкогнито провели последний год своего изгнания.
7 ноября 1995 года из частей территорий округов Джаландхар и Хошиарпур образован округ Шахидбхагатсингхнагар.